# فوسیتول
فوسیتول (به انگلیسی: Fucitol) یک ترکیب شیمیایی با شناسه پاب‌کم ۴۴۵۷۲۴ است. که جرم مولی آن ۱۶۶٫۱۷ g/mol می‌باشد. 